# فؤاد شفيق
فؤاد شفيق (13 أكتوبر 1899 - 2 سبتمبر 1964)، ممثل مصري.

## نشأته
عمل في السينما و المسرح الكوميدي، اسمه محمد فؤاد شفيق، ولد في حي الجمالية وحصل على شهادة الكفاءة من المدرسة السعيدية عام 1919 وهو شقيق الممثل حسين رياض، عمل في بداية حياته كاتب حسابات بقسم الري بحكومة السودان وبقي هناك ما يقارب العشر سنوات، تزوج خلالها هناك، بعدها عاد إلى مصر وانضم إلى فرقة جورج أبيض. و في نهاية الثلاثينيات دخل فؤاد شفيق عالم السينما عندما قدمه يوسف وهبي من خلال فيلم "الدفاع" ثم عمل في أفلام عديدة منها "نشيد الأمل". كما عمل في العديد من المسرحيات ونوع أداءه بين الكوميديا والتراجيديا. من أهم مسرحياته "سكة السلامة" ألف ليلة وليلة". وقد حصل على العديد من الجوائز، منها وسام من الملك محمد الخامس 1951 و وسام الفنون من الدرجة الأولى عام 1962

## أعماله الفنية

### الأفلام
| السنة | الأفلام                                                                                                   |
| ----- | --- |
| 1937  | المجد الخالد - نشيد الأمل- سلامة في خير                                                                   |
| 1938  | أنا طبعي كده - شيء من لا شيء                                                                              |
| 1939  | الدكتور                                                                                                   |
| 1940  | حياة الظلام - دنانير - زليخة تحب عاشور - يوم سعيد                                                         |
| 1941  | الفرسان الثلاثة - انتصار الشباب                                                                           |
| 1942  | أخيرًا تزوجت - العريس الخامس - أحب الغلط                                                                   |
| 1943  | جوهرة - حب من السماء                                                                                      |
| 1944  | أما جنان - ابن الحداد - برلنتي - نادوجا                                                                   |
| 1945  | أميرة الأحلام - المظاهر - تاكسي حنطور - سفير جهنم - سلامة - الزلة الكبرى - قبلة في لبنان - كازينو اللطافة |
| 1946  | إكسبريس الحب - الخير والشر - الدنيا بخير - عروسة للإيجار - غرام الشيوخ - ما أقدرش - مجد ودموع             |
| 1947  | الكل يغني - المتشردة                                                                                      |
| 1948  | المليونيرة الصغيرة                                                                                        |
| 1949  | منديل الحلو                                                                                               |
| 1950  | بابا عريس - ست الحسن - ماكانش عالبال - مكتب الغرام                                                        |
| 1951  | خبر أبيض - خد الجميل - فتاة السيرك - فرجت                                                                 |
| 1952  | الأم القاتلة - يا حلاوة الحب                                                                              |
| 1955  | أهل الهوى                                                                                                 |
| 1958  | بحبوح أفندي                                                                                               |
| 1959  | أم رتيبة - من أجل امرأة                                                                                   |
| 1961  | غرام الأسياد                                                                                              |
| 1962  | الخيانة العظمى                                                                                            |
| 1963  | عروس النيل                                                                                                |

## روابط خارجية
- فؤاد شفيق على موقع IMDb (الإنجليزية)
- فؤاد شفيق على موقع الدهليز
- فؤاد شفيق على موقع قاعدة بيانات الأفلام العربية
- فؤاد شفيق على موقع قاعدة بيانات الفيلم (الإنجليزية)